# Пролеша
Пролѐша е село в Западна България. То се намира в община Божурище, Софийска област.

## География
Село Пролеша е разположено на 577 м н. в. в северозападната част на Софийското поле, на 16 км югоизточно от Сливница и на 8 км северозападно от столицата София. Намира се в полите на Пролешка могила и около река Вада, която води началото си от непресъхващ извор в центъра на селото, каптиран и известен като „Римската чешма“. Климатът е умереноконтинентален с температури, близки до тези в гр. София.
В покрайнините на селото се намира Пролешката могила висока 764 м. Там ще откриете чудесни панорамни гледки на Пролеша, Хераково, Божурище, Пожарево и София. Близо до Пролеша са разположени два микроязовира Хераковски и Пожаревски.
Землището на селото е с площ 15,324 квадратни километра и граничи със землищата на Хераково на северозапад, Костинброд на североизток, Волуяк и Гурмазово на югоизток и Пожарево на югозапад. В землището на Пролеша е разположен квартал „Максим Горки“ на град Божурище, който няма собствено землище.

## Икономика
В селото има два мебелни завода – Метрон и АМО, фирма „Леском“ за сушене на дървен материал и фирми „Форесттрейдинг“ и „Европанел“ за изработка на паркет, греди и дограма от дъбов материал. В индустриалната зона има и леярна за изработване на църковни камбани и свещници.
В с. Пролеша има хотел-ресторант, две къщи за гости, две бистра, четири магазина за хранителни стоки и дом за стари хора „Магнолия“.

## Инфраструктура
Главната улица на Пролеша – улица „Христо Ботев“ – е част от общински път SOF1400, свързващ съседните селища Костинброд и Хераково. Той свързва селото и с три големи транспортни артерии, преминаващи през неговото землище на североизток от самото село – Републикански път I-8 (в участъка Калотина – София), Железопътна линия 6 (със спирка „Бригадир“, част от участъка Перник – Волуяк) и автомагистрала „Европа“ (с пътен възел „Хераково“; към 2025 година в строеж).
Общественият транспорт се осъществява от автобуси и маршрутни таксита с маршрут Божурище – Хераково. Началната им спирка се намира в центъра на гр. Божурище. Връзка с гр. София – автобус 54 с начална спирка метростанция „Сливница“ и крайна спирка гр. Божурище – „Пътен възел Калотина“ (в землището на Пролеша, но извън самото село).
Към 2021 година в селото няма действащи училища и детски градини.
През 2022 година селото се сдоби с чисто нов централен площад със сцена.

## Култура
В с. Пролеша се намира НЧ „Светлина 1924“, в което се помещава библиотека и две зали, една голяма и една по-малка. В тях се организират различни дейности.
Ежегодно се провежда фолклорен фестивал за народни песни и танци „Окни, па тропни“.
Съборът на селото е на църковния празник „Свети дух“.
Иконостасът на храма „Свети Георги“ е дело на дебърски майстори от рода Филипови.
В село Пролеша е сниман част от сериала „Неизчезващите“ (1988) – продължение на „Дом за нашите деца“ (1986) с режисьор Неделчо Чернев и с участието на Петър Слабаков, Елжана Попова, Атанас Атанасов, Коста Цонев, Грациела Бъчварова, Ана Петрова, Антон Карастоянов, Никола Тодев и др. Любопитното е, че в сериала действието се развива в черноморско село до Каварна, но част от снимките са правени именно в Пролеша.
- Площад „Центъра“
- Сградата на кметството
- Църквата „Св. Георги Победоносец“
- НЧ „Светлина 1924“